# Nouvelle clique du Guangxi
Après la fondation de la République de Chine, la province du Guangxi a servi de base pour l'une des plus puissantes cliques chinoises : l'ancienne clique du Guangxi. Dirigée par Lu Rongting (陆荣廷), cette première clique du Guangxi fut en mesure de prendre le contrôle des provinces limitrophes du Guizhou, du Hunan et du Guangdong. Mais en 1925, cette clique fondatrice se fragmenta en de multiples seigneurs de guerre locaux avant d'être finalement éliminée et remplacée par la nouvelle clique du Guangxi, dirigée par Li Zongren, Huang Shaohong, et Bai Chongxi.

## La chute de la première clique du Guangxi

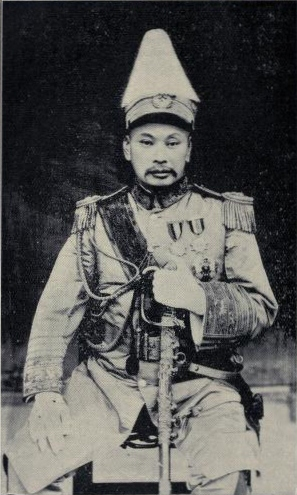
Lu Rongting

En 1920 puis en 1921, Chen Jiongming pousse Lu Rongting à s'engager dans les guerres Guangdong-Guangxi. Lu Rongting, défait, perdit d'abord la province du Guangdong puis fut chassé du pouvoir. Chen Jiongming occupa la capitale Nanning en août 1921 et le reste du Guangxi jusqu'en avril 1922. Mais des troupes loyalistes du Guangxi ne cessaient de lutter et de mener une forme de guérilla sous la direction de nombreux commandants locaux. Ceux-ci se faisant appeler l'armée du gouvernement autonome. Sun Yat-sen et Chen Jiongming bientôt se disputèrent pour la conduite de l'unification de la Chine. Chen Jiongming aspirait surtout à devenir un seigneur de la guerre en fondant la clique du Guangdong et, reconnut comme tel par le gouvernement de Beiyang, abandonna Sun Yat-sen. En mai 1922, il évacua le Guangxi, laissant la province dans l'anarchie et le chaos.
Dès lors, une féroce lutte s'engagea pour conquérir la province de la part d'un grand nombre de seigneurs locaux qui ne contrôlaient qu'une ou deux localités. Ainsi, le Guangxi sombra dans la violence et l'anarchie.  
Lu Rongting tenta en 1923 de reconquérir son pouvoir avec le soutien de Wu Peifu et de la clique du Zhili. Mais il dut affronter une nouvelle génération de jeunes généraux ambitieux bien formés depuis la révolution de 1911 qui, eux-aussi, cherchaient à dominer la clique.
Huang Shaohong, commandant d'un bataillon d'élite de la 1ère division Guangxi, et Bai Chongxi, son principal lieutenant, tentèrent de rester neutres et s'établirent à Baise. Mais par la suite, Huang Shaohong prit également le contrôle de Wuzhou, permettant ainsi de contrôler les voies de l'opium.
Li Zongren était également un jeune et brillant général qui avait participé aux guerres Guanxi-Gangdong avec Lu Rongting en commandant l'arrière-garde de l'armée de la clique. Avec la défaite, Li Zongren réorganisa l'armée survivante et la modernisa. Avec le soutien du Kuomintang en 1923, Li Zongren entreprit d'éliminer systématiquement toutes les forces rivales et les bandes de bandits.

## La refondation de 1924
Au printemps de 1924, Huang Shaohong, Bai Chongxi et Li Zongren s'allient et fondent une nouvelle clique du Guangxi. Pour assurer leur pouvoir, ils créent une nouvelle armée dite "de pacification". Li Zongren en était le général, Huang Shaohong son lieutenant et Bai Chongxi son chef d'état-major. En août 1924, lorsque Lu Ronting revint d'exil pour reconquérir le pouvoir, le triumvirat de la nouvelle clique parvint à le vaincre et à le chasser définitivement. 

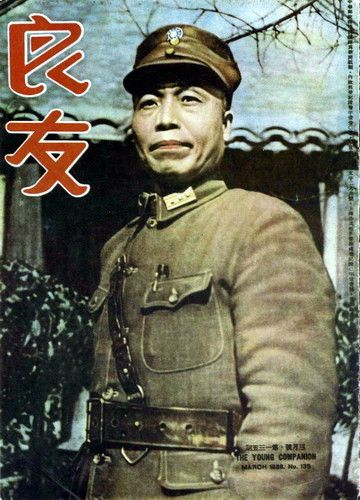
Li Zongren

La nouvelle clique porta son effort pour imposer son contrôle total sur l'ensemble de la province du Guangxi, en se mettant sous l'obédience de Tchang Kaï-shek. Li Zongren était gouverneur militaire, et Huang Shaohong gouverneur civil. En 1929, Li Zongren concentra les deux pouvoirs jusqu'en 1949. La Nouvelle clique du Guangxi tenta de reprendre entre 1926 et 1927 une partie du Guangdong, du Hunan et du Hubei. Elle entreprit également de nombreuses réformes comme la fondation de l'université de Nanning, construisit plus de cinq mille kilomètres de routes et développa l'électrification de la province. 

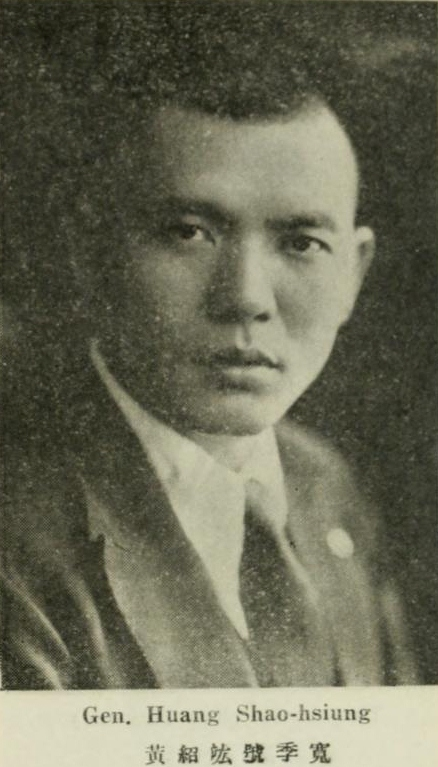
Huang Shaohong

Cependant, la nouvelle clique est constamment mobilisée pour la guerre. En premier lieu, elle lutta contre le Guangdong, puis contre les seigneurs de la guerre jusqu'à l'expédition du Nord. Enfin, elle s'engagea contre l'invasion japonaise de 1937. La pression fiscale imposée par le triumvirat était insoutenable pour les habitants d'une province relativement pauvre et agricole. Sa principale ressource était donc le trafic de l'opium. La nouvelle clique prélevait des taxes et monnayait son indulgence. Les services créés pour lutter contre ce fléau n'étaient qu'une façade et n'avaient qu'une brève durée de vie. En 1932, l'opium permettait un revenu de cinquante millions de dollars. C'était le premier poste de recette du budget de la province.

## L'Expédition du Nord (1927-1929)
Au cours de l'Expédition dans le Nord, Bai Chongxi était le chef d'état-major de l'Armée Révolutionnaire Nationale et dirigeait l'armée de la Route Orientale. Il participa à la conquête de Hangzhou et de Shanghai en 1927. Devenu le commandant de la garnison de Shanghai, Bai Chongxi opéra une vaste purge anti-communiste dans l'Armée Révolutionnaire Nationale et dans les syndicats ouvriers de Shanghai le 4 avril 1927. 
Li Zongren, lui, était le général de la 7ème armée et participa à capturer en 1927 Wuhan. Li Zongren fut ensuite nommé commandant du 4ème groupe d'armée comprenant l'armée du Guangxi et d'autres forces provinciales représentant 16 corps indépendants et 6 divisions. En avril 1928, Li Zongren et Bai Chongxi menèrent le 4ème groupe d'armée sur Pékin, capturant au passage Handan, Baoding, et Shijiazhuang.Zhang Zuolin fut forcé de se retirer de Pékin le 3 juin, et Li Zongren conquis la ville puis Tianjin.

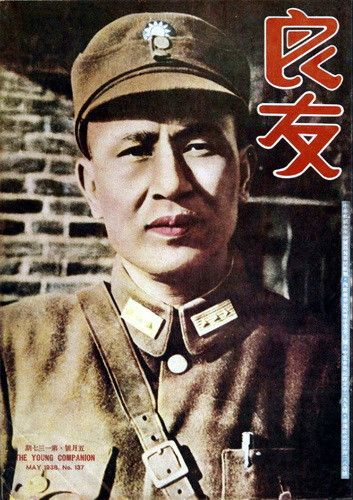
Bai Chongxi

## Les relations avec Tchang Kai-shek
À la fin de l'Expédition du Nord, une grande partie de la Chine avait été unifiée et la plupart des cliques chinoises avaient été soit soumises au gouvernement de Nankin, soit détruites. Tchang Kai-shek a commencé à moderniser et réorganiser l'armée pour en faire une véritable armée nationale, brisant les agrégats des armées provinciales précédentes. Évidemment, cela touchait le cœur du pouvoir militaire des cliques existantes. Les tensions ne cessèrent de s'accroître entre le gouvernement central de Nankin et les pouvoirs régionaux des cliques. Li Zongren, Bai Chongxi et Huang Shaohong furent les premiers à rompre avec Tchang Kaï-shek en mars 1929. Et cela dégénéra jusqu'à la guerre des plaines centrales. Tchang Kaï-shek écrasa la clique du Guangxi. 
Mais cette dernière poursuivit son opposition en s'alliant avec Chen Jitang qui était parvenu à prendre le contrôle de la province du Guangdong en 1931 avant de se retourner contre son ancien maître Tchang Kaï-shek. Une autre guerre civile se profilait donc s'il n'y avait pas eu l'incident de Mukden le 18 septembre 1931, poussant toutes les cliques chinoises à s'unir contre l'empire du Japon. En conséquence, de 1930 à 1936, la clique du Guangxi œuvra pour consolider et moderniser la région.  
Toutefois, en 1936, une nouvelle crise contre Tchang Kaï-shek failli déclencher une autre guerre civile durant l'incident de Liangguang. la réconciliation fut finalement scellée lors du déclenchement de la guerre sino-japonaise de 1937 durant laquelle la clique du Guangxi fournit un grand nombre de soldats et d'armes dans l'effort de guerre chinois. 
La clique fut finalement anéantie lors de la reconquête en 1949 de la Chine par Mao.

## Cartes

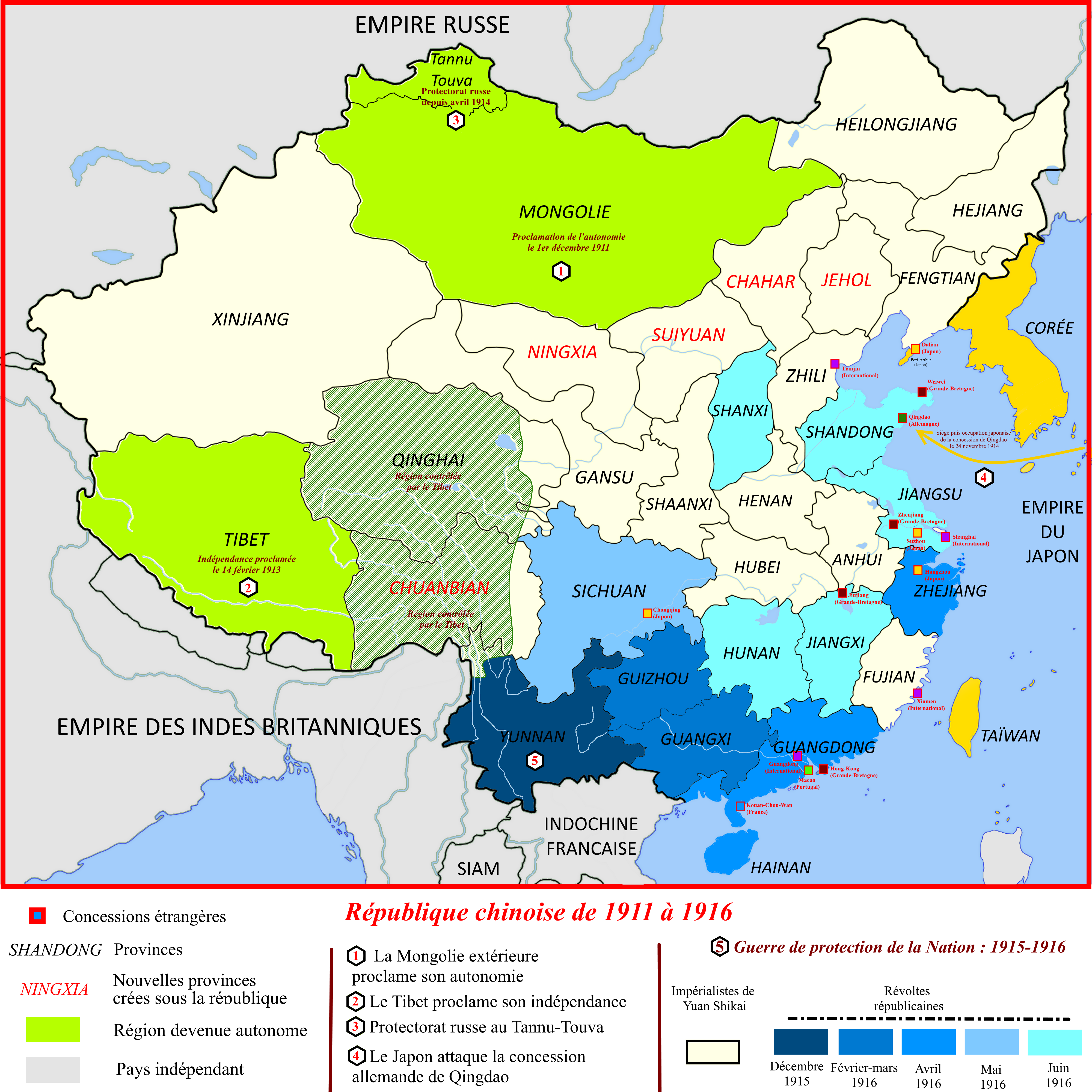
Carte de la Chine de 1911 à 1916
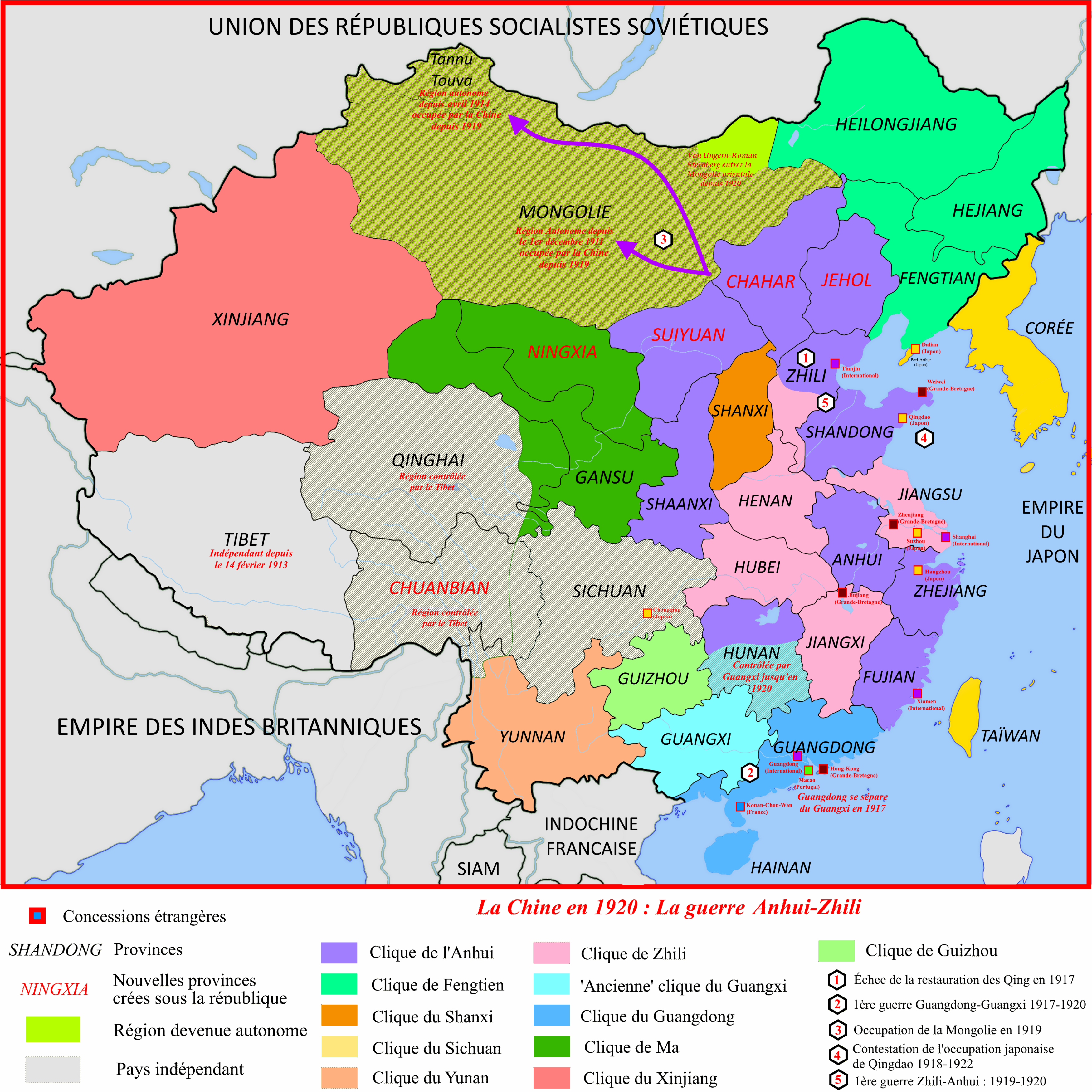
Carte de la Chine de 1916 à 1920
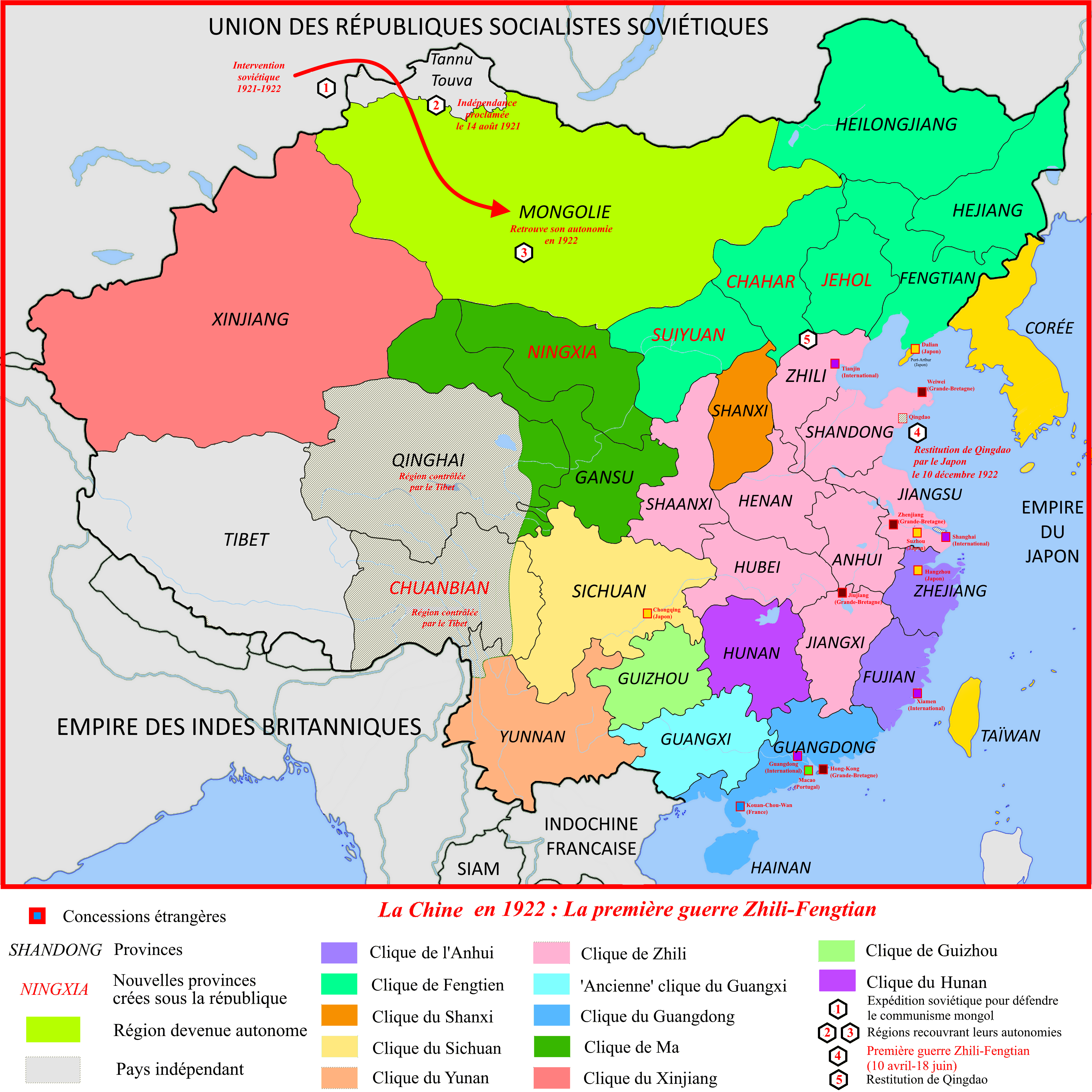
Carte de la Chine de 1921 à 1922
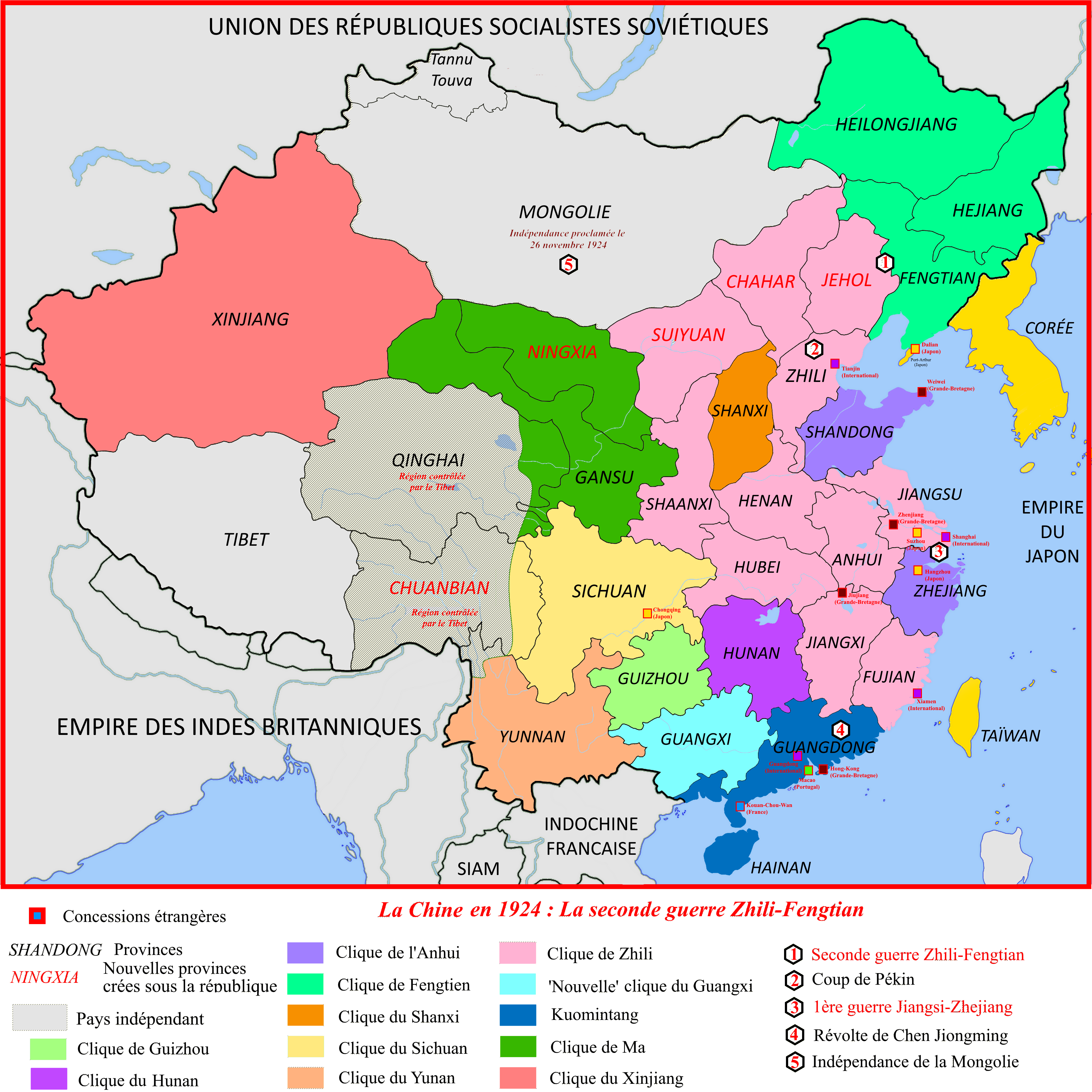
Carte de la Chine de 1923 à 1924
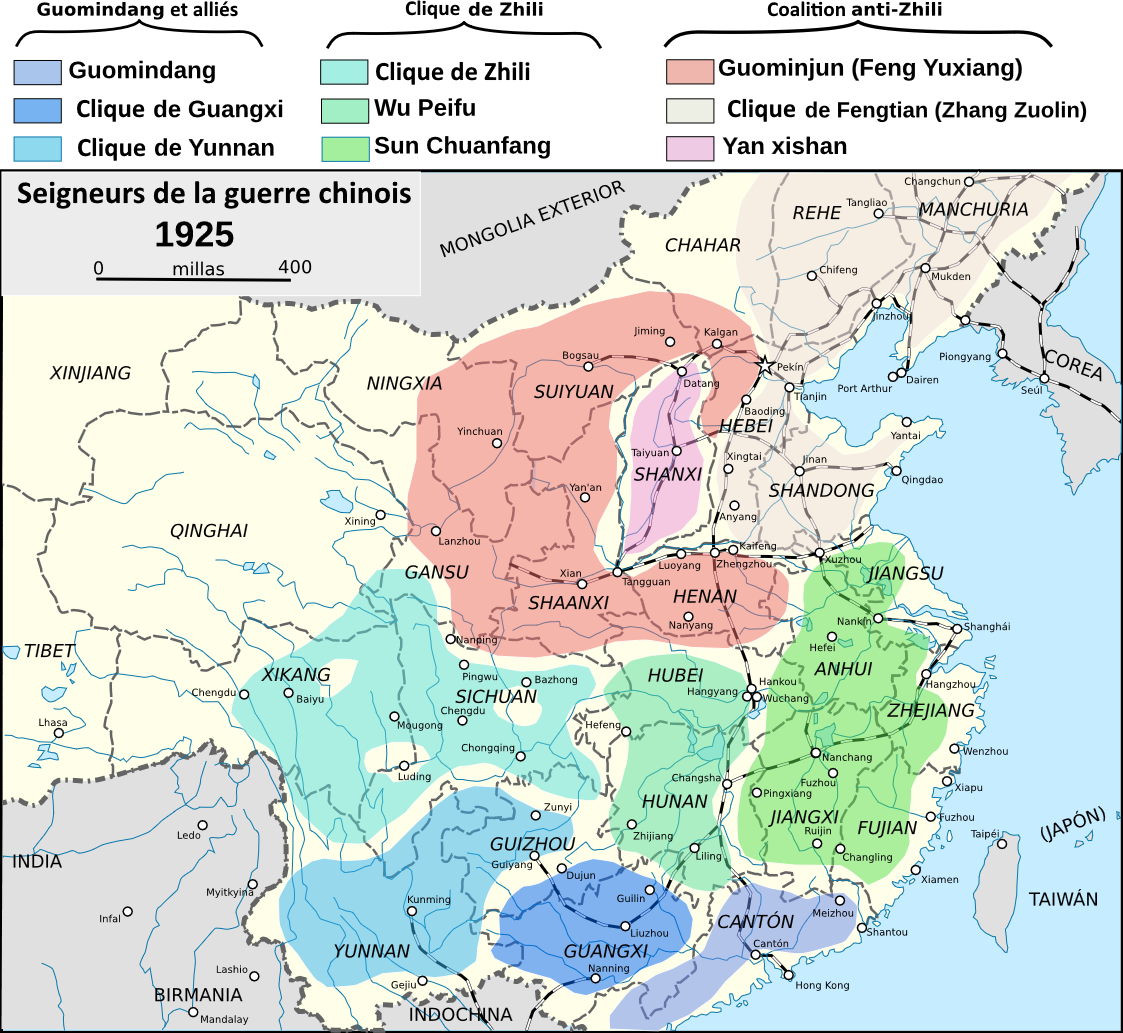
Carte de la Chine en 1925
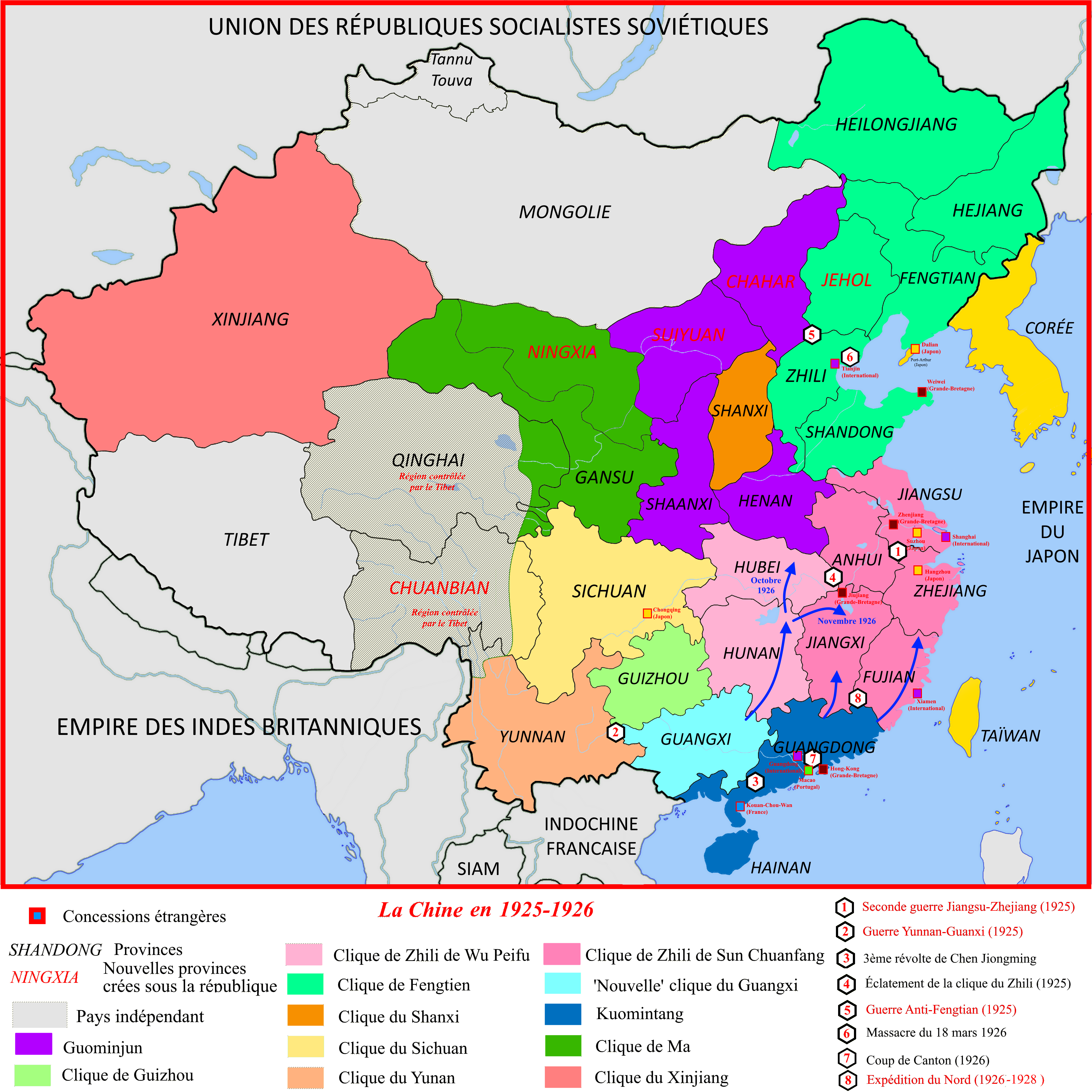
Carte de la Chine de 1925 à 1926
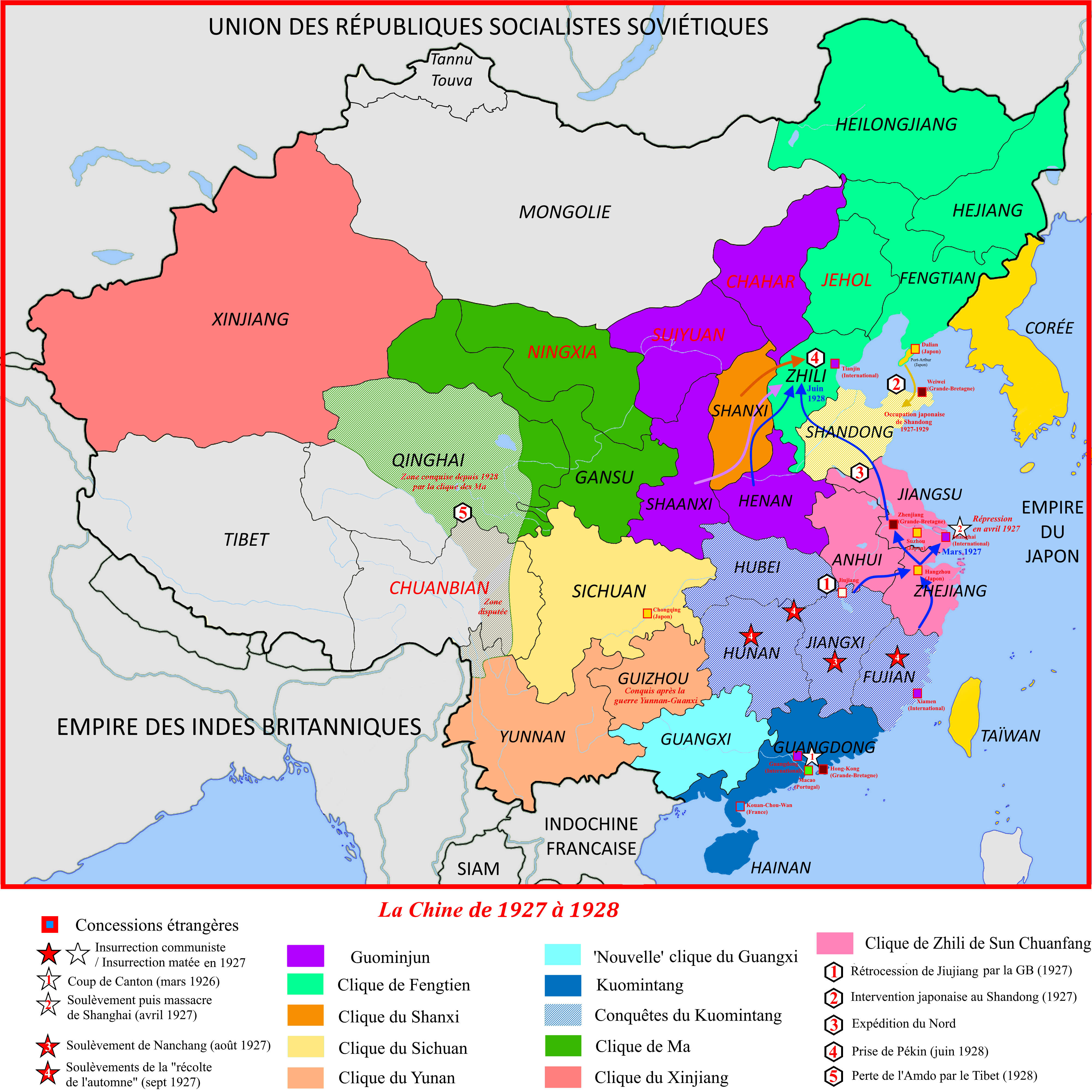
Carte de la Chine de 1927 à 1928
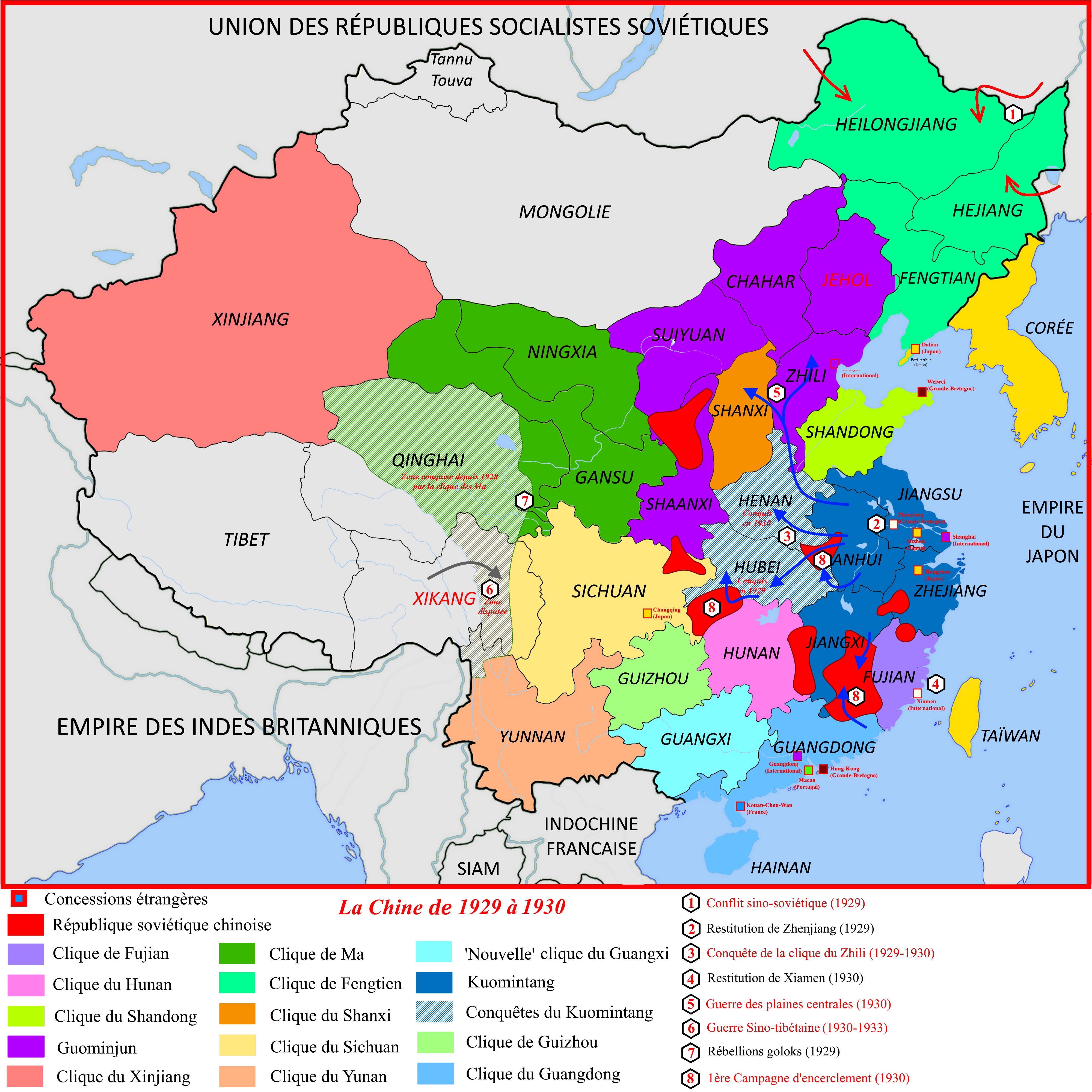
Carte de la Chine de 1929 à 1930

## Sources
- Lary, Diana. (1974). Region and nation: the Kwangsi clique in Chinese politics, 1925-1937. London, Cambridge University Press  (ISBN 0521202043).
- The Kwangsi Way in Kuomintang China, 1931-1939
- Mobilization and Reconstruction in Kwangsi Province, 1931-1939
- 陈贤庆(Chen Xianqing), 民国军阀派系谈 (The Republic of China warlord cliques discussed), 2007 revised edition